# Віктор Бодю
Віктор Бодю (молд. Victor Bodiu; *27 березня 1971, Кишинів) — економіст.

## Освіта
- 1989-1994 — Державний університет Молдови, факультет фізики, спеціальність «інженер — фізик»;
- 1995-1998 — Академія економічних знань Молдови, факультет фінансів, спеціальність «економіст»;

Різні стажування за кордоном в області менеджменту і управління, банківської справи, оцінки компаній, фінансового аналізу, банківських інвестицій.

## Професійна діяльність
- 1994-1995 — «Pricewaterhouse LLP» (Проект USAID), консультант;
- 1995-1996 — «Carana Corporation» (Молдова, Україна), консультант;
- 1996-1998 — "International Business and Technical Consultants Inc. — IBTCI "(Проект USAID), консультант, менеджер групи;
- 1998-1999 — Департамент приватизації та управління державним майном, радник генерального директора;
- 1999-2001 — Департамент приватизації, заступник генерального директора;
- 2001-2005 — «Raiffeisen Investment AG» (Австрія, Румунія, Республіка Молдова), директор, менеджер проектів;
- 2006-2009 — Представництво «Raiffeisen Bank» в Молдові, директор;
- 2007-2009 — «Raiffeisen Leasing», генеральний директор;
- 2009-2010 — член уряду Республіки Молдова, Державний міністр;
- З 2010 — Державна канцелярія, Генеральний секретар уряду Республіки Молдова;

Бодю брав участь на виборах примара Кишинева 2011 від Ліберально-демократичної партії Молдови. Вийшов з виборчої кампанії на користь чинного примара Доріна Кіртоаке, кандидата Ліберальної партії.
Бодю одружений, має дитину.
Указом Президента Республіки Молдова № 4-V від 25 вересня 2009 призначений на посаду Державного міністра.

## Нагороди
2014 — Орден «Трудової слави».